# (466634) 2014 WU23
(466634) 2014 WU23 es un asteroide perteneciente al cinturón de asteroides, descubierto el 4 de diciembre de 1996 por el equipo Spacewatch desde el Observatorio Nacional de Kitt Peak (Arizona, Estados Unidos).